# Alissa Pili
Alissa Pili   est une joueuse américaine de basket-ball née le 8 juin 2001 Anchorage, dans l'Alaska.

## Biographie
Elle est née à Anchorage (Alaska), des parents des Samoa et Inupiaq. 
Comme son frère Brandon Pili, passé professionnel aux Dolphins de Miami, elle joue d'abord au football américain et excelle dans plusieurs sports avant de se décier au basket-ball. Elle évolue trois saisons avec les Trojans de l'USC, puis deux avec les Utes de l'Utah.
En 2024, elle est le 8e choix de la draft WNBA 2024 par les Lynx du Minnesota.

## Distinctions
- Meilleure joueuse de la Pac-12 (2023)
- Meilleur cinq de la Pac-12 (2020, 2023, 2024)
- Freshman de l'année de la Pac-12 (2020)